# Алексеенко, Егор
Егор Алексеенко (бел. Ягор Аляксеенка; род. 31 октября 1998, Минск) — белорусский футболист, нападающий.

## Биография
Занимался футболом в школе клуба «Минск». В 15 лет переключился на занятия академической греблей, но затем вернулся в футбол, присоединившись в 2013 году к «Городее».
В 2016 году начал выступать за дублирующий состав «Городеи». В следующем году Алексеенко был заявлен для выступлений за основную команду, заключив в августе 2017 года свой первый профессиональный контракт, рассчитанный до конца 2021 года. В чемпионате Белоруссии нападающий провёл всего одну игру — 27 августа 2017 года против минского «Динамо» (2:4). 28 июля 2018 года сыграл в 1/16 финала Кубка Белоруссии против «Слонима» (2:1), выйдя на замену Николаю Зенько на 63-й минуте.
Завершив выступления за «Городею», в 2019 году вместе с семьёй перебрался в Израиль по программе репатриации. В Израиле работал на сахарном заводе, а после — помощником водителя по развозке воды. Проходил просмотр в различных израильских командах, но ни одной из них не подошёл. В итоге начал выступать в любительской лиге за команду «Украина».

## Личная жизнь
Брат Никита занимался футболом в академии БАТЭ и тель-авивского «Маккаби».